# Patrick Blair
Patrick Blair (* um 1672; † 1728 in Boston) war ein schottischer Arzt und Botaniker.

## Leben und Wirken
Patrick Blair praktizierte als Arzt und Chirurg im schottischen Dundee. 1706 wurde er durch die Sezierung eines Elefanten als Anatom bekannt. Die Ergebnisse publizierte er unter dem Titel Osteographia Elephantina in den Philosophical Transactions der Royal Society.
Auf Vorschlag von Hans Sloane wurde er am 1. Dezember 1712 zum Mitglied der Royal Society gewählt.
Blair war ein Anhänger der Familie der Stuarts. Während des Jakobitenaufstands von 1715 wurde er verhaftet, ins Gefängnis geworfen und schließlich zum Tode verurteilt. Durch die Fürsprache von Hans Sloane, Richard Mead (1673–1754) und anderen wurde er schließlich begnadigt.
1717 beschrieb er in An Account of the Dissection of a Child den ersten bekannten Fall von Pylorusstenose.
Aus einem Vortrag vor der Royal Society mit dem Titel „Discourse on the Sexes of Plants“ entsteht 1720 sein bedeutendstes botanisches Werk Botanick essays in dem er sich mit dem Geschlecht und der Befruchtung der Pflanzen auseinandersetzte.
Blair lebte eine Zeit lang in London, bevor er nach Boston in Lincolnshire zog. Seine Frau Elizabeth wurde in 13. Dezember 1721 in Boston beerdigt.

## Dedikationsnamen
William Houstoun benannte ihm zu Ehren die Gattung Blairia der Pflanzenfamilie der Eisenkrautgewächse (Verbenaceae). Carl von Linné stellte die Pflanzen zur Gattung Verbena und benannte seinerseits eine Gattung mit dem Namen Blairia.

## Schriften

### InPhilosophical Transactions
- Osteographia Elephantina: Or, A Full and Exact Description of All the Bones of an Elephant, Which Died Near Dundee, April the 27th, 1706. With Their Several Dimensions. Communicated in a Letter to Dr. Hans Sloane. In: Philosophical Transactions. Band 27, S. 53–116, Nummer 325–336, 1710 (doi:10.1098/rstl.1710.0008).
- A Continuation of the Osteographia Elephantina: Or, a Description of the Bones of an Elephant, which Died Near Dundee, April the 27th, 1706. In: Philosophical Transactions. Band 27, Nummer 325–336, 1710, S. 117–170 (doi:10.1098/rstl.1710.0009).
- Part of a Letter from Mr. Patrick Blair to Dr. Hans Sloane, R. S. Secr. Giving an Account of the Asbestos, or Lapis Amiantus, Found in the High-Lands of Scotland. In: Philosophical Transactions. Band 27, Nummer 325–336 1710, S. 434–436 (doi:10.1098/rstl.1710.0042).
- An Account of the Dissection of a Child. Communicated in a Letter to Dr. Brook Taylor. In: Philosophical Transactions. Band 30, Nummer 351–363, 1717, S. 631–632 (doi:10.1098/rstl.1717.0013).
- A Description of the Organ of Hearing in the Elephant, with the Figures and Situation of the Ossicles, Labyrinth and Cochlea in the Ear of That Large Animal. In: Philosophical Transactions. Band 30, Nummer 351–363, 1717, S. 827–898 (doi:10.1098/rstl.1717.0043).
- Copy of an Affidavit Made in Scotland, concerning a Boy's Living a Considerable Time without Food. In: Philosophical Transactions. Band 31, Nummer 364–369, 1720, S. 28–30 (doi:10.1098/rstl.1720.0009).
- Observations upon the Generation of Plants, in a Letter to Sir Hans Sloane. In: Philosophical Transactions. Band 31, Nummer 364–369, 1720, S. 216–222 (doi:10.1098/rstl.1720.0053).
- A Discourse concerning a Method of Discovering the Virtues of Plants by Their External Structure. In: Philosophical Transactions. Band 31, Nummer 364–369, S. 30–38, 1720 (doi:10.1098/rstl.1720.0010).

### Bücher
- Osteographia elephantina, or, A full and exact description of all the bones of an elephant, which died near Dundee, April the 27th, 1706 with their several dimensions : to which are premis'd, 1. An historical account of the natural endowments, and several wonderful performances of elephants, with the manner of taking and taming them, 2. A short anatomical account of their parts : and added, 1. An exact account of the weight of all the bones of this elephant, 2. The method us'd in preparing and mounting the skeleton, 3. Four large copper plates, wherein are represented the figures of the stuff'd skin, and prepared skeleton, as they now stand in the Publick Hall of Rarities at Dundee, with the separated bones in several views and other parts of this elephant. (London, 1713)
- Miscellaneous observations in the practise of physick, anatomy and surgery. With new and curious remarks in botany. Adorn'd with copper plates… (London, 1718)
- Botanick essays. In two parts. The first containing, the structure of flowers, and the fructification of plants, with their various distributions into the method: And the second, the generation of plants, with their sexes and manner of impregnating the seed…. (London, 1720)
- Pharmaco-botanologia or, An alphabetical and classical dissertation on all the British indigenous and garden plants of the new London dispensatory. In which their genera, species, characteristick and distinctive notes are methodically described; the botanical terms of art explained, their virtues, uses, and shop-preparations declared (London, 1723–1728).